# Strepera graculina
El verdugo pío (Strepera graculina) es una especie de ave paseriforme de la familia Artamidae nativa del este de Australia y la isla de Lord Howe. Es un ave robusta de tamaño mediano que mide unos 48 cm de largo, su plumaje es negro a gris-negro y tiene el plumaje inferior de la cola blanco y manchas blancas en las alas, su iris es amarillo, y su pico es macizo. El macho y la hembra poseen apariencias similares. Es conocido por sus llamadas melodiosas, localmente la especie es denominada currawong.
En la zona en la que habita el verdugo pío es por lo general sedentario, aunque las poblaciones que viven a altitudes elevadas durante los meses fríos se mudan a zonas de menor elevación. Es omnívoro, su dieta incluye diversas bayas y semillas, invertebrados, huevos de aves y aves juveniles. Es un depredador que se ha adaptado bien a las zonas urbanizadas y se lo puede observar en parques y jardines y en bosquecillos rurales. Su hábitat incluye todo tipo de áreas boscosas, aunque prefiere bosques maduros para reproducirse.